# Nesomys
Nesomys är ett släkte i underfamiljen Madagaskarråttor med tre levande arter och en utdöd art.
Arterna är:
- Nesomys audeberti lever i östra Madagaskar, den listas av IUCN som livskraftig (LC).
- Nesomys lambertoni har ett mindre utbredningsområde i västra Madagaskar, den listas som starkt hotad (EN).
- Nesomys narindaensis, är utdöd, förekom i nordvästra Madagaskar.[3]
- Nesomys rufus hittas på öns östra del, är livskraftig.

## Beskrivning
Arterna påminner om vanliga möss. De når en kroppslängd (huvud och bål) av 16 till 23 cm, en svanslängd av 15 till 19 cm och en vikt mellan 145 och 225 gram. Pälsen har på ryggen huvudsakligen en svartbrun färg med några gul- eller rödaktiga hår. Undersidan är ljusare i samma färg till vitaktig. Svansen är beroende på art mer eller mindre bra täckt med hår. Hos vissa individer är svansens bakre del ljusare och de har ibland en vit svansspets.
Även tänderna har avvikande färgsättning. Framtänderna är vanligen vita och de andra tänderna kan vara gul, orange eller brun. Fötterna har fem tår varav de mellersta tre är längre än de yttersta två. Alla tår är utrustade med klor men klorna vid bakfoten är större.
Nesomys vistas i regnskogen och bygger där underjordiska bon i skyddet av buskar eller trädrötter. Utbredningsområdet kan ligga upp till 1 000 meter över havet. Födan utgörs troligen av frukter och nötter då de hittats i olika bon. Varje individ har ett revir men territorierna överlappar varandra. Upphittade honor hade en eller två ungar.